# Gerhard Armauer Hansen
Gerhard Henrik Armauer Hansen, född den 29 juli 1841 i Bergen, död den 12 februari 1912 i Florø, var en norsk läkare och patolog. Han var måg och medarbetare till Daniel Cornelius Danielssen samt bror till Klaus Hanssen. 
Hansen blev läkare vid vårdanstalten för spetälska i Bergen 1868, och utsändes av norska medicinalstyrelsen för att studera denna sjukdom, vilka studier han utgav i Indbereting om en Reise for at anstille Undersøgelser ang. Spedalskhedens Aarsager (1874). Han blev överläkare för spetälskevården i Norge 1875.
Hansen observerade för första gången leprabakterien den 28 februari 1873 och han gav då sjukdomen dess moderna namn, Hansens sjukdom. År 1879 lyckades han färga bakterien efter en av Robert Koch angiven metod. Åtta år senare skulle Robert Koch för första gången identifiera tuberkulosbakterien. Hansen stred med den tyske läkaren Albert Neisser om vem det var som hade upptäckt bakterien. De hade arbetat gemensamt med att identifiera och kategorisera denna bakterie.
Hansen blev fälld i domstol för att under sina experiment medvetet ha smittat en kvinnlig patient med spetälska utan hennes samtycke och förlorade sin tjänst på sjukhuset. Han miste dock inte sitt anseende på grund av detta utan kunde arbeta på nationellt plan för att bekämpa sjukdomen, vilket även ledde till internationella utmärkelser.
Han hade själv ådragit sig syfilis redan 1860, men dog av hjärtproblem.